# Брезинский уезд
Брезинский уезд — административная единица в составе Петроковской губернии Российской империи, существовавшая c 1837 года по 1919 год. Административный центр — город Брезины.

## История
Уезд образован в 1837 году в составе Мазовецкой губерний. С 1844 года — в составе Варшавской губернии, с 1867 года — во вновь образованной Петроковской губернии. В 1919 году преобразован в Бжезинский повят Лодзинского воеводства Польши.

## Население
По переписи 1897 года население уезда составляло 99 625 человек, в том числе в городе Брезины — 7648 жит., в безуездном городе Томашов — 21 005 жит.

### Национальный состав
Национальный состав по переписи 1897 года:
- поляки — 64 559 чел. (64,8 %),
- евреи — 19 309 чел. (19,4 %),
- немцы — 14 321 чел. (14,4 %),
- русские — 1040 чел. (1,0 %),

## Административное деление
В 1913 году в состав уезда входило 15 гмин: 
| - Бендков — пос. Бендков, - Братошевице — с. Братошевице, - Бяла — с. Бяла, - Галковск — с. Галковск, - Длуге — с. Котаржинов, - Дмосин — д. Дмосин, - Добра — с. Добра, - Лазиско — пос. Уязд, | - Лазинов — с. Лазинов, - Липины — с. Липины, - Мрога-Дольна — с. Колацинск, - Несулков — с. Несулков, - Николаев — с. Николаев, - Попень — пос. Ежев, - Цёсны — с. Цёсны. |